# Kardasjanie
Kardasjanie – fikcyjna rasa żyjąca we wszechświecie „Star Trek”.
Kardasjanie to rasa zamieszkała w kwadrancie alfa, pochodząca z trzeciej planety układu słonecznego Cardassia zwanej Cardassia Prime. Planeta ta jest również stolicą Unii Kardasjańskiej.
W porównaniu do ludzi Kardasjanie preferują ciemniejsze, gorące i bardziej wilgotne środowisko. Tak samo jak w przypadku innych ras humanoidalnych, ich ewolucja została zapoczątkowana przez Starożytnych. Charakterystycznymi cechami zewnętrznymi u Kardasjan są: jasnoszare odcienie skóry, ciemny odcień włosów, dwa pionowe łuskowate zgrubienia biegnące równolegle od barków poprzez szyję aż do korony głowy oraz grzbiet w kształcie odwróconej łzy znajdujący się na środku czoła i biegnący aż do czubka nosa. Łuskowate zgrubienia u Kardasjan występują również dookoła oczu, nadając im głębi oraz u niektórych przedstawicieli tej rasy również w górnej części klatki piersiowej.